# Rézuszmajom
A rézuszmajom (Macaca mulatta) az egyik legismertebb óvilági majomfaj. Egyéb nevei: bundermajom vagy rézuszmakákó. Meglehetősen gyakori; népességének dinamikája tisztázatlan. Összefüggő elterjedésének déli határa Nyugat-Indiában a Tapti folyó alsó folyása, Kínában északi határa a Jangce, de van egy viszonylag nagy, ettől elszigetelt populációja is a Sárga-folyótól északra. Az alább felsorolt területeken él és terjedt el, Florida kivételével, ahová betelepítették. Európai állatkertek gyakori lakója, 2013-ban Magyarországon csak a Miskolci Állatkert és Kultúrparkban látható.
Legközelebbi rokona a Tajvan szigetén élő tajvani makákó és a Japánban fellelhető japán makákó.

## Etimológia
A latin rhesus név az ókori trák király, Rhesos nevére vezethető vissza, aki a görög mitológia szerint Trója oldalán harcolt a trójai háborúban. A majmot Jean Baptiste Audebert (1759–1800) nevezte el, minden háttérgondolat nélkül.

## Származása, elterjedése és élőhelye
A cerkóffélék (Cercopithecidae) közé tartozó makákó (Macaca) nemzetség valószínűleg legismertebb faja. Hazája Dél- és Kelet-Ázsia:
- Bhután
- India
- Banglades
- Észak-Pakisztán
- Nepál
- Észak-Thaiföld
- Afganisztán
- Vietnám
- Dél-Kína
- Indonézia, Bali

Floridába betelepítették; Puerto Ricóban is élnek elvadult csoportjai. Élőhely tekintetében nem válogat: az alföldektől a Himalája hegyi erdőségeiig előfordul, és India nagyvárosaiban is megtalálható.

## Megjelenése
A hímek testhossza mintegy 53 cm, a nőstényeké 47 cm. A hímek testtömege körülbelül 6,5-12 kg közé esik, a nőstény testsúlya kb. 5,5 kg. Bundája barna, esetenként szürke, a combok felé vöröses barna árnyalatba megy át, az arca rózsaszín. Hosszú farka felül zöldes, alul pedig szürkés. Szőrtelen arca rózsaszín vagy pirosas. Amikor méregbe gurul, valósággal elvörösödik az arca és az ülepe is pirosabb lesz, innen ered a "Vörösülepű makákó" elnevezése is.

## Sejttana
Örökítőanyaga kétszer 22 kromoszómába szerveződik a sejtmagban, ebből kettő nemi kromoszóma. Teljes genomját 2007-ben elemezték: 3 097 370 727 bázispárból áll. A gének számát 30 ezerre becslik; a pontos szám nem ismert.

## Életmódja

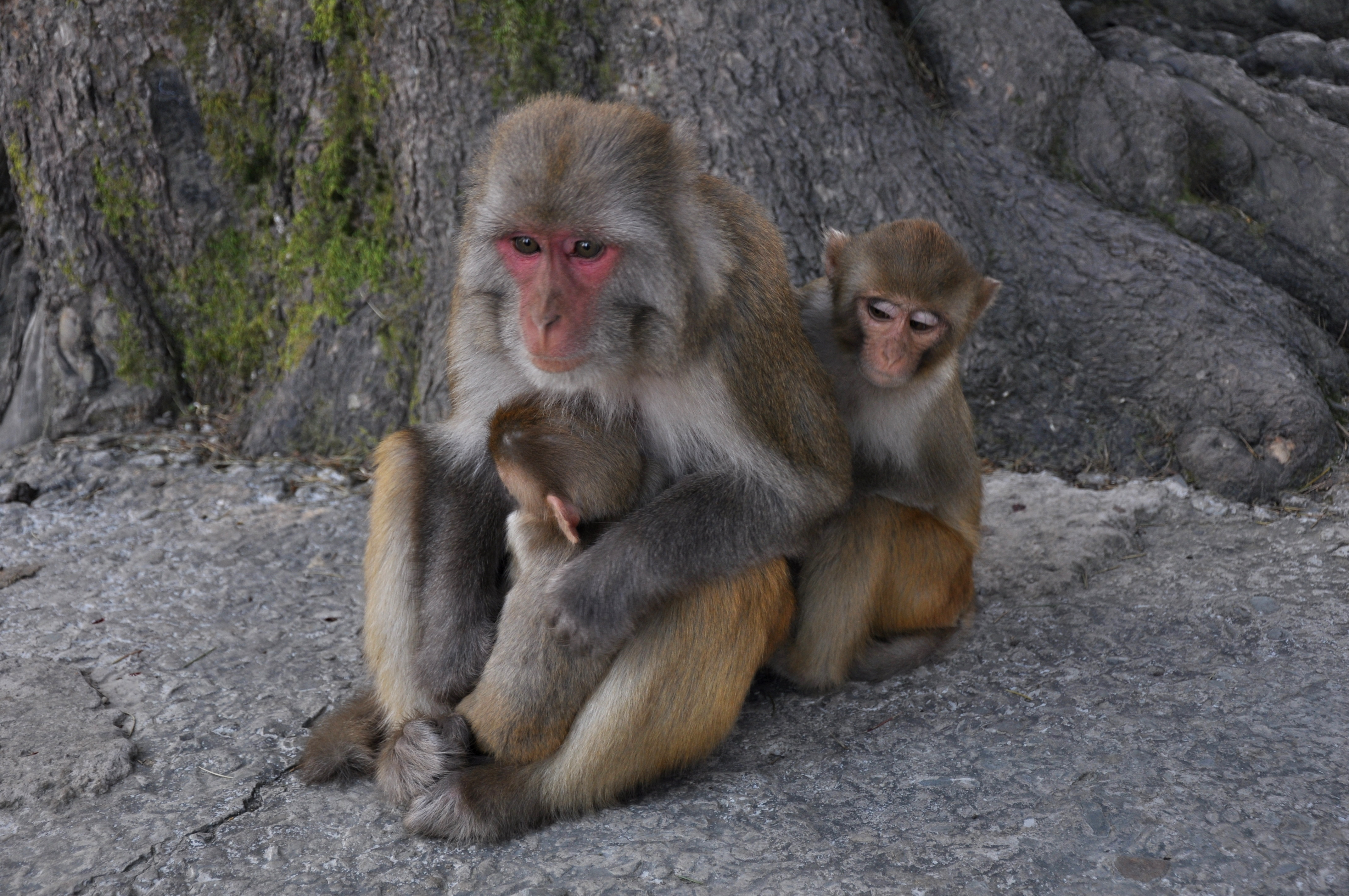
Rézusz anya két csemetéjével

Rendkívül alkalmazkodóképes, ezért a trópusoktól a mérsékelt égövig, a tengerparttól a magashegységekig (3000 m-ig) rendkívül változatos élőhelyeken fordul elő. A hideget, fagyot és a havat is jól tűri, de a nagyvárosi körülmények között is jól megél. Nappali állat. Élőhelyétől függően ideje nagyobb részét vagy a fákon, vagy a talajon tölti. Többnyire négy lábon jár. Nagyon szereti a vizet, ezért kitűnően úszik, üldözői elől sok esetben így tud megmenekülni. Egyszerre akár 1 kilométert is képes úszva megtenni.
Matriarchális elven szerveződő, 10-100 fős hordákban él, különösen a vizek közelében telepednek le. Városban territóriumuk 0,01 és 3 km² között változik; erdős területeken 15 km², hegyvidéken akár 22 km² is lehet. Az egy nap alatt megtett út városban nagyon rövid, erdőben 1400 méter, hegyvidéken akár 3500 méter is lehet. Társas élete a többi makákókéhoz hasonló. A nőstények életük végéig abban a csapatban maradnak, ahol születtek. A közeli rokonságban álló nőstények klikkjei alkotják a csapat matriarchális magját. A hímek ellenben nemi érésük környékén elhagyják születési csoportjukat, és más csoporthoz csatlakoznak. Életük folyamán akár több csoportot is megjárhatnak.

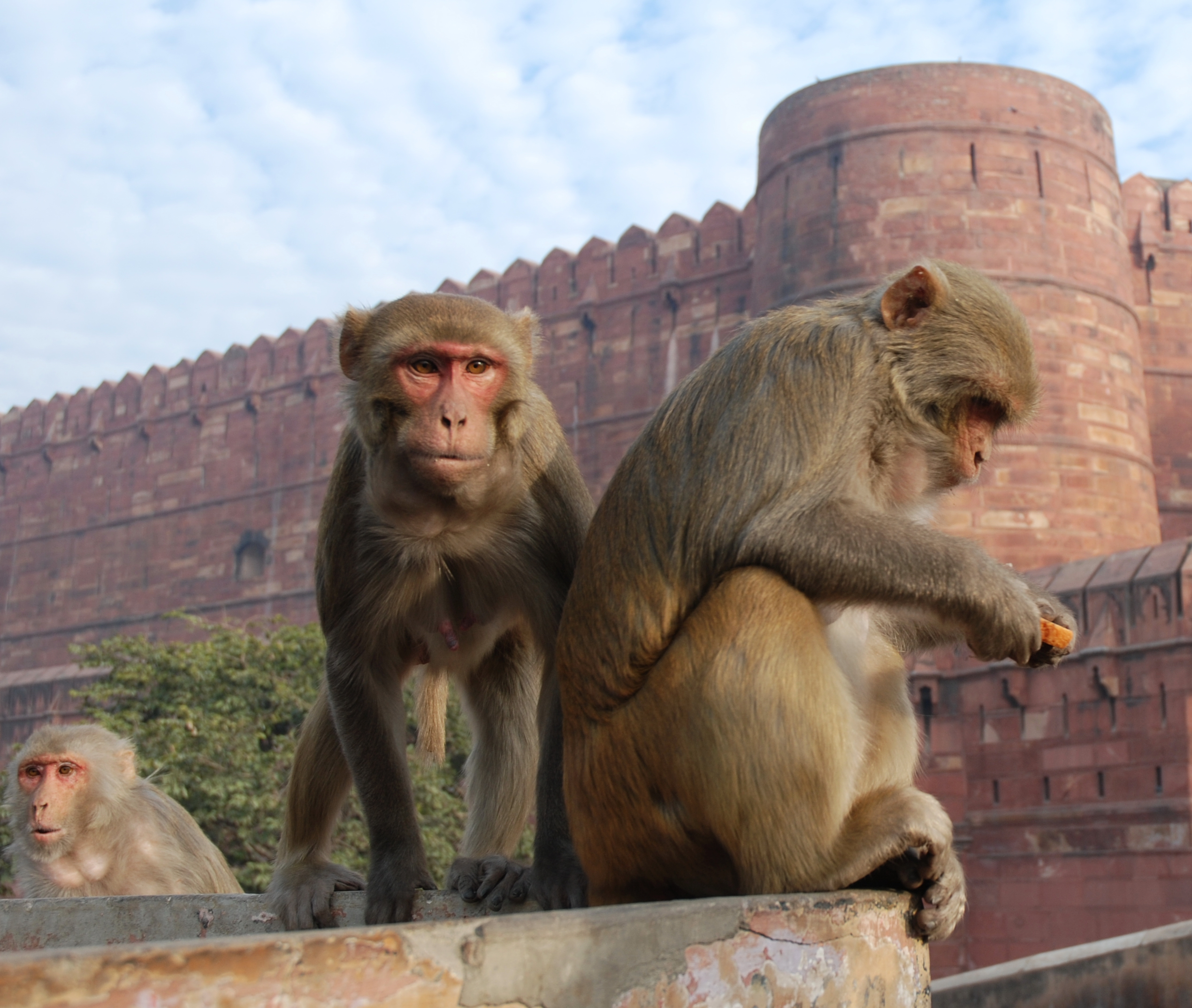
Rézuszmajmok a Vörös erődnél az észak-indiai Agrában

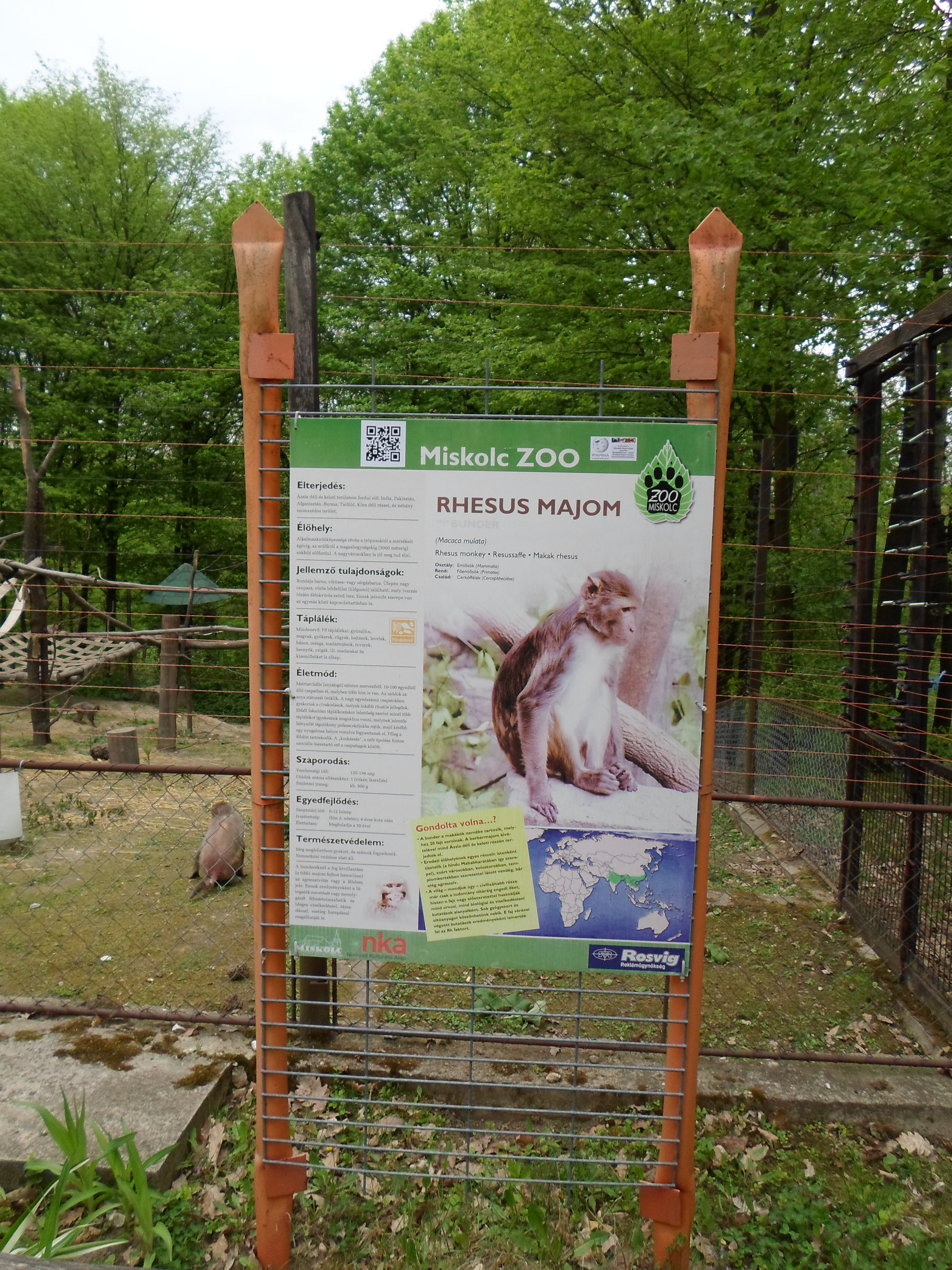
Rézuszmajom QR-kódos táblája a Miskolci Állatkertben

A nőstények rangja viszonylag stabil, az alig változó, főként az anya rangjától függő rang biztosítja a hozzáférést a jobb táplálékforrásokhoz. A hímek rangja kevésbé stabil, a hím társas viselkedése és agresszivitása határozza meg.
A nagyobb csapatokban gyakoriak a rangsor tisztázását, illetve megerősítését célzó civakodások, mivel a természete igen bátor, sőt néha agresszív is tud lenni. Életük így nagyon élénk, a majmok állandóan dulakodnak, harapdálják egymást és közben nagy ricsajt csapnak. Gyakran dobálják meg egymást és a körülöttük levőket kövekkel, gyümölcsökkel, vagy ami éppen a kezükbe akad. Amikor felhevülnek, akkor kitátják a szájukat, a fogukat csattogtatják és akár még szét is téphetnek valamit, ami épp az útjukba akad. Amikor hízelegnek egymásnak, akkor megengedik egymásnak, hogy a szőrüket kurkásszák, ápolgassák, ez a tevékenység egyébként a csapat fontos összetartó rítusának is tekinthető. Egy vezérhím átlagban két évig képes megtartani a rangját.
Az anyák aktívan irányítják kölykeiket, hogy melyik másik kölyökkel játsszanak. Ehhez gyakran fölkapnak egy-egy más kölyköt (az esetek 90%-ában a rangsorban jóval fölöttük álló anya csemetéjét), és azt a sajátjukkal együtt ölelgetik egy darabig. A kettős ölelgetés hatására a két kölyök akár egész életükre is összebarátkozhat. Kommunikációjukat hangok és gesztusok gazdag tárháza biztosítja. Gyakran hallható tőlük gügyögés, vagy röfögés mozgás közben, vagy kurkászás előtt. Az élelemforrást csicsergéssel, a veszélyt visítással jelzik, és fenyegetés közben is adnak ki hangokat.
A területvédelem kevésbé fontos. Az egyes csapatok területei átfedik egymást, és a csapatok találkozása többnyire békés.
Mindenevők, táplálékuk azonban főleg gyümölcsökből, magvakból és rovarokból áll, de felszednek mindent, ami az útjukba kerül. Ezt tojásokkal, rákokkal, halakkal és gombákkal egészítik ki. Élelemhez jutva igyekszenek abból minél többet magukhoz venni, ezért annak nagy részét tágulékony pofazacskójukba tömik, és később, egy alkalmasnak tűnő, félreeső helyre elvonulva rágják meg és nyelik le. Élelemforrásuk nagy része az embertől származik, akár etetéssel, akár kertekben, földeken gyűjtögetve, akár a szemétben kutatva jutnak hozzá.
Meglehetősen hosszú ideig, 30 évnél is tovább élnek.

## Szaporodása
Nagy, csupasz bőrű ülőgumója ivarzás idején élénkvörös színt ölt, felhívva a fajtársak figyelmét a párzásra alkalmas időpontra. A hímek heréje megnagyobbodik. A hímek 4, a nőstények 3 éves koruk után válnak ivaréretté. A hímek azonban csak 8 évesen nyerik el felnőttkori méretüket, azelőtt csak ritkán szaporodnak. A hegyvidéken élőknek két párzási időszakuk van, egy ősszel és egy tavasszal, a síkvidékiek bármikor készek lerhetnek a párzásra. 
A vemhesség ideje rendkívül tág határok között változik: 135-194 nap. A nőstény többnyire egy kölyöknek ad életet, az ikerszülés ritka. A mintegy fél kilósan születő kölyköket anyjuk 6–12 hónapig szoptatja. A kölykökkel az egész csapat törődik.

## Ragadozói
Nyugaton legfőbb ellenségük a leopárd, de a farkas és a bengáli tigris is megtámadja. A kölyköket a bengáli törpemacska vagy a mocsári macska is elragadhatja.

## Veszélyeztetettsége
Régebben a rézuszmajomokat, mint a többi majmot, a természetből szerezték be kutatási célokra. Ez a népesség jelentős megfogyatkozását okozta. Csak India évi 200 ezer - 250 ezer rézuszmajmot exportált az 1950-es években. A fogságba esett majmok a befogás és a szállítás közben hatalmas veszteséget szenvedtek. Legtöbbjüket amerikai kutatóintézetek vásárolták meg, és a gyermekbénulás elleni oltóanyag kikísérletezéséhez és a neutronbomba által okozott sugárzás által okozott hatások megfigyelésére használták őket. A Nemzetközi Főemlősvédelmi Liga híradásai a sugárzáskísérletekről ahhoz vezettek, hogy India miniszterelnöke, Morárdzsi Deszái 1978. április 1-jén teljesen leállíttatta a rézuszmajmok exportját. Ma ugyan fogságban tenyésztett állatokkal kísérleteznek, de az élőhelyek pusztulása még mindig fenyegeti. Egyes helyekről eltűnt, vagy nagyon megritkult, például Tibetben vagy Dél-Kínában. Indiában védett. IUCN besorolása nem veszélyeztetett.

## A rézuszmajom szerepe a tudományban

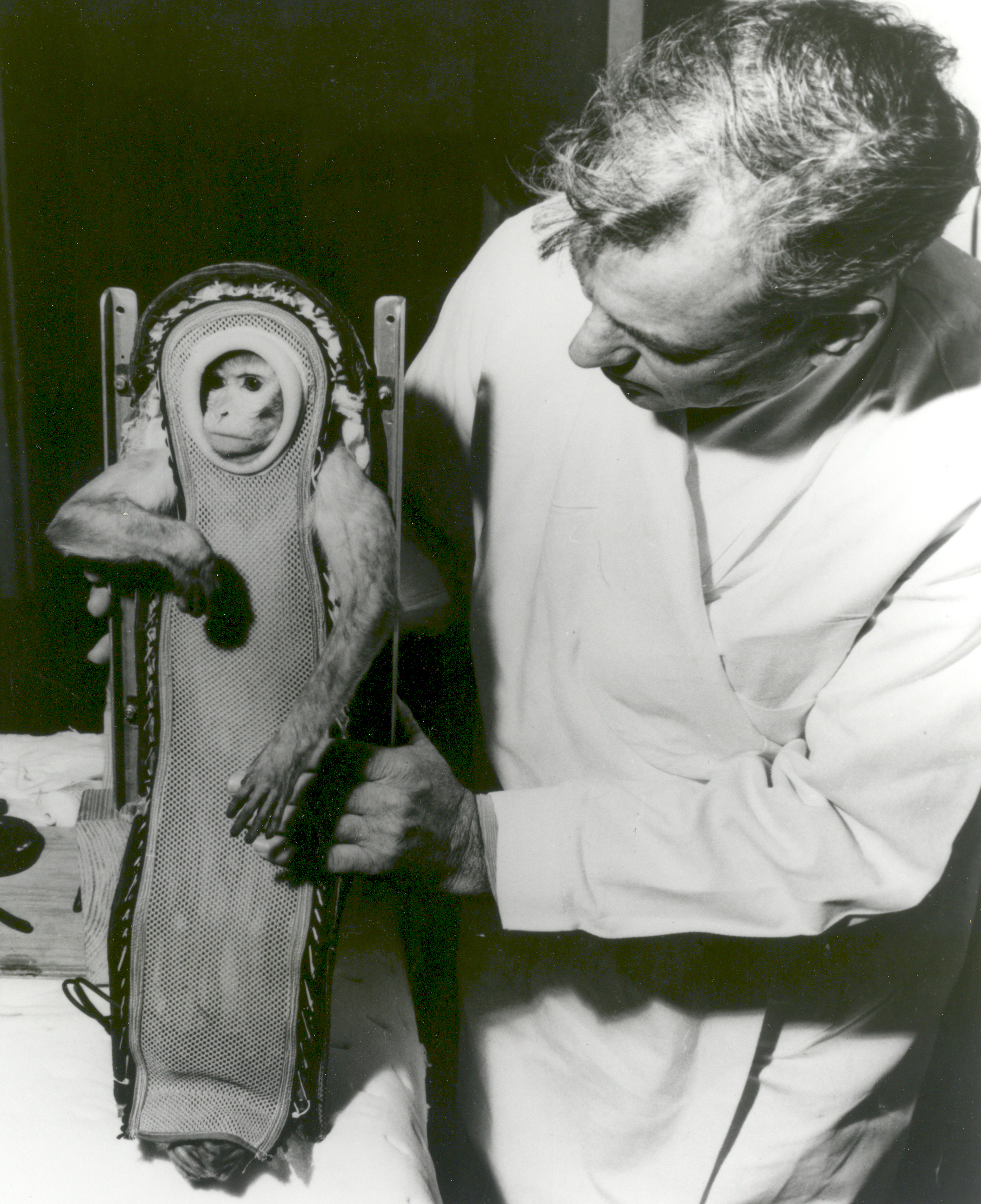
SAM szkafanderét állítják be repülés előtt

Az orvostudomány és a viselkedéstudomány is előszeretettel használja kísérleti állatnak, mivel tartása egyszerű. Véréből ismerték fel 1940-ben a kutatók az emberi vér Rh-faktorát, amit éppen ezért róla is neveztek el. Mivel az emberéhez nagyon hasonló a szervezete, az űrkutatás is felhasználta kísérleti alanyként. Rézuszmajmot először 1948. június 11-én lőttek fel a világűrbe egy V-2 rakétával, az ő neve Albert I. volt, később 1959. április 12-én a Mercury program keretében küldték a világűrbe a rézuszt, hogy teszteljék rajta a súlytalanság hatásait. A Little Joe rakétában elindult űrmajom Sam, repülése során 3 perc 13 másodpercet töltött a súlytalanság állapotában 88 km magasságban. Az ufókkal kapcsolatos ellenvélemények hívei úgy tartják, hogy a lezuhant repülőcsészealjak és elhunyt földönkívüli pilótáik tulajdonképpen az ilyen kísérletek lezuhant rakétái és az azokban pórul járt rézuszmajmok voltak, a szemtanúk pedig félrevezető információkkal tévesztették meg a közvéleményt, hogy ufó hajótörés történt volna.
Az 1950-es években a járványos gyermekbénulás vakcinájának előállításához a rézuszmajmok veseszövetében tenyésztettek ki poliovírust. Ezen oltó anyagok segítségével gyorsan visszaszorították a betegséget, de hamarosan kiderült, hogy az új vakcinák SV40 majomvírussal fertőződtek az előállításuk során. A 60-as évek elejére már a vírusmentes amerikai szürkemajmokat használtak az oltóanyag előállításhoz. Arról mai napig heves viták vannak, hogy a millióknak beadott fertőzött oltóanyag milyen fokú károsodást okozott és okoz ma is.
1999-ben a Tetra nevű rézuszmajom volt az első klónozott főemlős, amelyből embrióosztó eljárással több kísérleti egyedet hoztak létre, amelyekkel azután az olyan genetikus eredetű betegségeket kutathatják, mint az AIDS. Egy másik kísérlet során amerikai tudósoknak sikerült Huntington-kórral megfertőzni rézuszmajmokat génmódosítás útján, az új gyógyszerek előállítása reményében. Ezekkel a kísérletekkel más neurodegeneratív betegségek is lemodellezhetők és ezek a kísérletek segíthetnek a Parkinson- vagy az Alzheimer-kór megértésében és gyógyításában és ezáltal a gyógyszeripar embergyógyászati vakcinák előállításához használhatja fel az így nyert eredményeket.
2007-ben a Science közreadta a faj részletes DNS-szekvenálásának eredményét. Az ember és a csimpánz után a rézuszmajom lett a harmadik főemlősfaj, aminek teljesen szekvenálták a genomját. Eszerint genetikai állománya 93,5%-ban megegyezik az emberével. A kutatókat meglepetésként érte, hogy a fenilketonuriát és a Sanfilippo-szindrómát okozó génvariánsok normálisak a rézuszmajomnál. Az ember, a csimpánz és a rézuszmajom 13 888 génjének összehasonlítása alapján az ember 154 génje, és a csimpánz 233 génje tért el annyiban a rézuszmajométól, hogy egy másik fehérjét kódolt. Eszerint mennyiségileg a csimpánz távolodott el jobban a rézuszmajomtól.

## A kultúrában
Eredeti élőhelyének jelentős részén istenként tisztelik; a Mahábháratában is így szerepel. Éppen ezért a városokban, de főleg a kolostorokban és templomkertekben szeretettel fogadják még akkor is, ha agresszíven lép fel.

## Tulajdonságai
A fog kivillantását (a mosolyt is) a többi majomfajhoz hasonlóan az agresszivitás vagy a félelem jelének értelmezi; agresszivitást vált ki belőle.

## Fordítás
- Ez a szócikk részben vagy egészben  a   Rhesus Macaque című angol Wikipédia-szócikk fordításán alapul.  Az eredeti cikk szerkesztőit annak laptörténete sorolja fel. Ez a jelzés csupán a megfogalmazás eredetét és a szerzői jogokat jelzi, nem szolgál a cikkben szereplő információk forrásmegjelöléseként.